# نمره (یمن)
 نمره  روستایی است در ناحیهٔ (جنت المحویت) ن در عزلهٔ (نمرة بنی أسلم)، از توابع استان جَوف در کشور یمن در شبه جزیره عربستان است. 
جمعیت آن ۵۱۳ نفر (۱۷ خانوار) می‌باشد.